# Phlomis pichleri
Phlomis pichleri ist eine Pflanzenart aus der Gattung der Brandkräuter (Phlomis) in der Familie der Lippenblütler (Lamiaceae).

## Merkmale
Phlomis pichleri ist ein Nanophanerophyt, der Wuchshöhen von 100 bis 150 Zentimeter erreicht. Die Blätter sind am Grund abgerundet bis herzförmig. Die Tragblätter sind länglich-eiförmig. Der Kelch ist 14 Millimeter groß. Die Büschelhaare der Tragblätter und der Kelche sind angedrückt sternhaarig.
Die Blütezeit reicht von April bis Mai.

## Vorkommen
Phlomis pichleri ist auf Karpathos, Kasos und Saria endemisch. Die Art wächst in Phrygana in Schluchten in Höhenlagen von 0 bis 800 Meter.

## Belege
- Ralf Jahn, Peter Schönfelder: Exkursionsflora für Kreta. Mit Beiträgen von Alfred Mayer und Martin Scheuerer. Eugen Ulmer, Stuttgart (Hohenheim) 1995, ISBN 3-8001-3478-0, S. 259.